# بخش جولکی
بخش جولکی یکی از بخش‌های تابعه شهرستان آغاجاری در استان خوزستان در جنوب غربی ایران است. مرکز این بخش شهر جولکی است.
جمعیت این بخش طبق سرشماری سال ۱۳۹۵، ۵٬۷۳۷ نفر در ۱٬۴۸۳ خانوار است.

## تقسیمات کشوری
- دهستان سرجولکی
- دهستان آب باران